# Lijst van wachtposten aan de spoorlijn Haarlem - Uitgeest
Dit is een lijst van wachtposten aan de Spoorlijn Haarlem - Uitgeest. Een wachtpost of wachterswoning was een huis waarin de baanwachter werkte dan wel woonde. Tot zijn of haar taken behoorde onder meer het openen en sluiten van de overwegbomen wanneer er een trein passeerde.
De meeste huisjes werden omstreeks 1867 naar een standaardontwerp door de Hollandsche IJzeren Spoorweg-Maatschappij gebouwd. De huisjes werden genummerd naar hun positie ten opzichte van de andere wachtposten, beginnende bij wachthuis 1 nabij station Haarlem.
Rond 1950 werden veel - pal aan het spoor gelegen - huisjes gesloopt uit veiligheidsoverwegingen en in verband met de automatisering van de spoorwegbeveiliging.
| Postnr. | Spoor- locatie (km) | Coördinaten                   | Bouwjaar  | Sloopjaar    | Extra informatie                 | Afbeelding |
| ------- | ------------------- | ----------------------------- | --------- | ------------ | -------------------------------- | ---------- |
| 1       | 0,378               |                               | 1867      | 1881         |                                  |            |
| 2       | 0,588               |                               | 1867      | ca. 1960     |                                  |            |
| 3       | 1,831               | 52° 23' 53" NB, 4° 37' 27" OL | 1867      | Nog aanwezig | Bij Halte Kleverlaan             |            |
| 4       | 4,026               | 52° 25' 1" NB, 4° 37' 56" OL  | 1867      | 1992         | Bij Station Santpoort-Zuid       |            |
| 5       | 4,500               |                               | 1867      | Onbekend     |                                  |            |
| 5b      | 4,839               | 52° 25' 27" NB, 4° 37' 52" OL | 1898      | 2016         |                                  |            |
| -       | 5,200               | 52° 25' 40" NB, 4° 37' 53" OL | Naoorlogs | Nog aanwezig |                                  |            |
| 6       | 5,802               | 52° 25' 59" NB, 4° 37' 54" OL | 1867      | Nog aanwezig | Bij Station Santpoort-Noord      |            |
| 7       |                     |                               | 1867      | Onbekend     | Bij wachtpost 6                  |            |
| 8       | 7,128               | 52° 26' 42" NB, 4° 37' 58" OL | 1867      | Nog aanwezig | Bij Station Westerveld           |            |
| 9       | 8,4                 | 52° 27' 23" NB, 4° 37' 59" OL | 1867      | Onbekend     | Bij Station Velsen-IJmuiden Oost |            |
| 9a      | 8,4                 | 52° 27' 23" NB, 4° 37' 56" OL | 1902      | Nog aanwezig | Bij Station Velsen-IJmuiden Oost |            |
| 10      |                     |                               | 1867      | Onbekend     | Bij Velserspoorbrug              |            |
| 11      | 10,4                | 52° 28' 21" NB, 4° 38' 23" OL | 1867      | Nog aanwezig | Bij Stopplaats Velsen Hoogovens  |            |
| 11a     | 10,4                | 52° 28' 22" NB, 4° 38' 22" OL | 1902      | Nog aanwezig | Bij Stopplaats Velsen Hoogovens  |            |
| 12      | 11,097              | 52° 28' 35" NB, 4° 38' 56" OL | 1867      | Onbekend     |                                  |            |
| 13      |                     | Wijkerstraatweg               | 1867      | Onbekend     | Bij wachtpost 12                 |            |
| 14      | 11,9                | 52° 28' 48" NB, 4° 39' 35" OL | 1867      | Onbekend     | Bij de brug over de Pijp         |            |
| 15      |                     | 52° 28' 51" NB, 4° 39' 42" OL | 1867      | Onbekend     |                                  |            |
| 16      | 12,6                | 52° 29' 3" NB, 4° 40' 22" OL  | 1867      | Onbekend     | Vervangen in 1893                |            |
| 17      |                     | 52° 30' 15" NB, 4° 41' 53" OL | 1867      | Onbekend     |                                  |            |
| 18      | 17,546              | 52° 31' 6" NB, 4° 42' 29" OL  | 1867      | Onbekend     |                                  |            |